# Go Soo-jung
Go Soo-jung (koreanisch: 고수정; * 17. April 1995 in Südkorea; † 7. Februar 2020 ebenda) war eine südkoreanische Schauspielerin und Model.

## Biografie
Go Soo-jung wurde am 17. April 1995 geboren. Sie schloss die Seokyeong Universität ab. Sie begann ihre Schauspielkarriere im Jahr 2016 und arbeitete auch als Model. Go spielte in den Serien Goblin und Solomon's Perjury mit. Außerdem tauchte sie in dem Musikvideo „With Seoul“ von BTS auf. Sie starb am 7. Februar 2020 an den Folgen einer chronischen Krankheit. Ihre Eltern hielten die Beerdigung privat ab.

## Filmografie
- 2016: Goblin
- 2016–2017: Solomon's Perjury
- 2020: Search Out